# 華勒斯·史達格納
華勒斯·史達格納（英語：Wallace Stegner，1909年2月18日—1993年4月13日），美國歷史學家、小說家、短篇小說作家、環保人士，常被稱為“西方作家的院長”。他在1972年贏得普立茲小說獎，在1977年贏得美國國家圖書獎。